# Rewolucyjna Rada Wojskowa Republiki

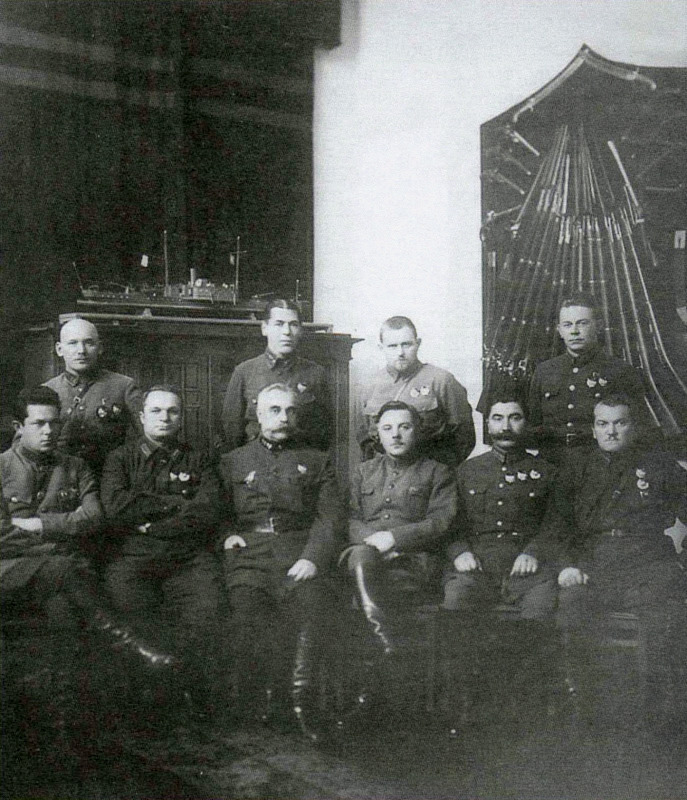
Członkowie Rewolucyjnej Rady Wojskowej ZSRR: Od lewej: siedzą: Iona Jakir, Aleksandr Jegorow, Siergiej Kamieniew, Klimient Woroszyłow, Siemion Budionny, Michaił Lewandowski, stoją: Konstantin Awksientjewski, Borys Szaposznikow, Iwan Biełow, Ijeronim Uborewicz, grudzień 1927 rok

Rewolucyjna Rada Wojskowa Republiki (ros.) Революционный Военный Совет Республики (RWSR) – najwyższy kolegialny organ władzy wojskowo-politycznej radzieckiej Rosji.
Rada została utworzona 6 września 1918 w miejsce rozwiązanej Najwyższej Rady Wojskowej i jej sztabu na podstawie postanowienia WCKW z 3 września 1918 o przekształceniu państwa w jednolity obóz wojskowy. Rada stanęła na czele wszystkich frontów i wszystkich instytucji wojskowych, scalając funkcje administracyjne i operacyjne kierownictwa sił zbrojnych republiki. Przewodniczącym Rady został Ludowy Komisarz do Spraw Wojskowych i Marynarki Wojennej, członek KC RPK(b), zatwierdzony przez WCKW Lew Trocki. Jego zadaniem była kontrola prawidłowej realizacji wojskowej polityki RPK(b). Najwyższą jednostką operacyjną Głównego Dowództwa Rady był Sztab Wojskowej Rady Rewolucyjnej Republiki, sformowany 6 września 1918 w miejsce rozwiązanego sztabu Najwyższej Rady Wojskowej. Zgodnie z postanowieniem RWSR z 2 października 1918 Sztab RWSR został 8 listopada 1918 przemianowany na Sztab Polowy Rewolucyjnej Rady Wojskowej Republiki, podporządkowany głównodowodzącemu i RWSR.
Funkcjonowała do 1934.